# لوسیل فلچر
لوسیل فلچر (انگلیسی: Lucille Fletcher؛ ۲۸ مارس ۱۹۱۲ – ۳۱ اوت ۲۰۰۰) یک نویسنده اهل ایالات متحده آمریکا بود.